# Ащибутак (приток Донгуза)
Ащибутак — река в Соль-Илецком районе Оренбургской области, левый приток Донгуза (бассейн Урала).

## География
Длина водотока составляет 15 км. Берёт начало примерно в 5 км к югу от посёлка Маякское. Течёт на север через посёлок, а также через Малопрудное и село Ащебутак. Впадает в Донгуз по левому берегу в 73 км от его устья. Сток зарегулирован.

## Данные водного реестра
По данным государственного водного реестра России относится к Уральскому бассейновому округу, водохозяйственный участок реки — российская часть бассейна Урала ниже впадения в него реки Сакмара без реки Илек. Речной бассейн реки — Урал (российская часть бассейна).
Код объекта в государственном водном реестре — 12010001012112200007207.